# Семантична павутина

Логотип W3C Семантичної павутини

Семантична павутина (англ. Semantic Web) — нова концепція розвитку Всесвітньої павутини і мережі Інтернет, яка створена і впроваджується Консорціумом Всесвітньої павутини (англ. World Wide Web Consortium, W3C). Інші назви — семантичний веб, семантична мережа. Хоча поняття семантична мережа, яке виникло раніше, породило поняття семантична павутина, їх слід відокремлювати.
Концепція полягає у впровадженні спільних, стандартних форматів даних у Мережі. Для заохочення впровадження семантичного форматування сторінок, пропонується змінювати структуру вже існуючих, не структурованих чи частково-структурованих сторінок у «мережу даних». Створення семантичної Мережі полягає у застосуванні середовища опису ресурсів (RDF).
Термін вперше запровадив Тім Бернерс-Лі в травні 2001 року в журналі «Scientific American»

## Мета
Семантична павутина — це надбудова над сучасною Всесвітньою павутиною, яка покликана зробити інформацію, що розміщена в мережі, зрозумілішою для комп'ютерів. Відомо, що майже вся інформація в Інтернеті знаходиться в текстовій формі. Не секрет також, що прогрес в галузі обробки людської мови (англ. Natural Language Processing, NLP) йде дуже повільно. Комп'ютери не можуть сприйняти й осмислити словесну інформацію, розміщену в Інтернеті, і в найближчий час, мабуть, не зможуть. Тоді постає питання — як змусити комп'ютери розуміти зміст розміщеної в мережі інформації і навчити їх користуватися нею? На це питання і покликана відповісти концепція семантичної павутини. Слово «семантична» у цьому випадку означає «осмислена», «зрозуміла».

## Основна ідея
Насьогодні комп'ютери беруть досить обмежену участь у формуванні й обробці інформації в мережі Інтернет. Функції комп'ютерів в основному зводяться до збереження, відображення і пошуку інформації. У той же час створення інформації, її оцінка, класифікація й актуалізація — усе це як і раніше виконує людина. Як включити комп'ютер у ці процеси? Якщо комп'ютер поки не можна навчити розуміти людську мову, то потрібно використовувати мову, що була б зрозумілою комп'ютеру. Тобто, в ідеальному варіанті, вся інформація в Інтернеті повинна розміщуватись двома мовами: людською мовою для людини і комп'ютерною мовою для розуміння
комп'ютера. Семантична павутина — це концепція мережі, у якій кожен ресурс людською мовою був би доповнений описом, зрозумілим комп'ютеру.
| The Semantic Web will enable machines to COMPREHEND semantic documents and data, not human speech and writings. Семантична павутина дозволить машинам розуміти семантику документів і даних, але не людських промов і письмових повідомлень. — Тім Бернерс-Лі [1] |

## Реалізація

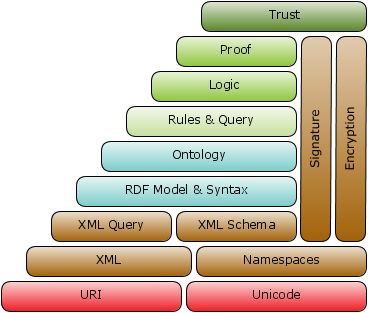
Стек понять семантичної павутини

Для створення зрозумілого комп'ютеру опису ресурсу в семантичній павутині використовується формат RDF (англ. Resource Description Framework), що заснований на синтаксисі XML і використовує ідентифікатори URI для позначення ресурсів. RDF був затверджений як стандарт W3C у лютому 2004 року. RDF — це система опису мережних ресурсів, зрозуміла комп'ютеру. Формат RDF призначений для збереження метаданих (метадані — це дані про дані). Відповідно до концепції семантичної павутини, опис у форматі RDF повинен прикріплюватися до кожного мережного ресурсу. Документи RDF повинні оброблятися комп'ютером автоматично, RDF не призначений для читання і використання людиною. На сьогодні формат RDF вже сформувався й одержав широке поширення, він служить каркасом для створення семантичної павутини.
RDFS (англ. RDF Schema) — це важлива надбудова над RDF, що дозволяє створювати класи і властивості (як в об'єктно-орієнтованому програмуванні).
Наступним важливим напрямком концепції семантичної павутини є мова OWL (англ. Web Ontology Language, вимовляється [‘оул]), що стала Рекомендацією W3C у лютому 2004 року. Ця мова побудована на форматах RDF і RDFS, вона призначена для обробки інформації в мережі. Мова OWL має 3 ступені деталізації, що є новим словом у комп'ютерних технологіях. Вона також легко масштабується й узгоджується з найсучаснішими мережними стандартами. У 2008 році було прийнято новий стандарт OWL 2. Теоретичною основою OWL є Описова логіка.
SPARQL (англ. Protocol And RDF Query Language, вимовляється [сп'аркл]) — нова мова запитів для швидкого доступу до даних RDF. Використовуючи звичайний протокол і мову SPARQL, програми можуть аналізувати RDF-описи ресурсів і отримувати з мережі необхідну інформацію.
RIF — формат обміну правилами (англ. Rule Interchange Format).